# Rhizothera
Rhizothera is een geslacht van vogels uit de familie fazantachtigen (Phasianidae).

## Soorten
Het geslacht kent de volgende soorten:
- Rhizothera dulitensis – Hose' bospatrijs
- Rhizothera longirostris – Indische bospatrijs